# Manolo Caro (réalisateur)
Ne doit pas être confondu avec Manolo Caro (acteur).
Cet article possède un paronyme, voir Manolo Carot.
Manolo Caro (né le 20 septembre 1984 à Guadalajara) est un réalisateur mexicain.

## Biographie
Né à Guadalajara, il fait des études d'architecture à l'Institut de technologie et d'études supérieures de Monterrey. Il étudie ensuite le cinéma à la Escuela Internacional de Cine y Televisión de San Antonio de los Baños sur l'île de Cuba, puis il suit les cours de Juan Carlos Corazza à Madrid.
Il réalise plusieurs films mexicains, et crée des séries télévisées originales produites par la plate-forme Netflix. Selon la critique, il sait aussi bien présenter « un Mexique dévergondé » qu'« une Espagne tourmentée ».

## Filmographie

### Cinéma
- 2013 : No sé si cortarme las venas o dejármelas largas
- 2014 : Amor de mis amores, avec Sandra Echeverría, Juan Pablo Medina
- 2015 : Elvira, te daría mi vida pero la estoy usando, avec Cecilia Suárez, Vanessa Bauche, Angie Cepeda
- 2016 : La vida inmoral de la pareja ideal, avec Cecilia Suárez, Manuel García Rulfo, Ximena Romo, Paz Vega
- 2018 : Perfectos desconocidos, avec Cecilia Suárez, Bruno Bichir, Manuel Garcia-Rulfo
- 2021 : La Casa de las Flores: la película

### Télévision
- 2018-2020 : La casa de las flores
- 2020 : Quelqu'un doit mourir
- 2022 : Jusqu'à ce que le sort les sépare
- 2022 : Sur l'autel de la famille